# Vòng loại Giải vô địch bóng đá thế giới 1994 – Khu vực châu Âu (Bảng 6)
Các trận đấu vòng loại Bảng 6 của khu vực châu Âu (UEFA) trong vòng loại giải vô địch bóng đá thế giới 1994 diễn ra từ tháng 5 năm 1992 đến tháng 11 năm 1993. Các đội thi đấu theo thể thức sân nhà - sân khách với đội đứng nhất và đứng nhì giành 2 trong 12 suất tham dự vòng chung kết giải đấu được phân bổ cho khu vực châu Âu. Bảng 6 bao gồm Áo, Bulgaria, Phần Lan, Pháp, Israel, và Thụy Điển.

## Bảng xếp hạng
| VT | Đội       | ST | T | H | B | BT | BB | HS  | Đ  | Giành quyền tham dự                                    |     |     |     |     |     |     |     |
| -- | --------- | -- | - | - | - | -- | -- | --- | -- | ------------------------------------------------------ | --- | --- | --- | --- | --- | --- | --- |
| 1  | Thụy Điển | 10 | 6 | 3 | 1 | 19 | 8  | +11 | 15 | Giành quyền tham dự Giải vô địch bóng đá thế giới 1994 |     | —   | 2–0 | 1–1 | 1–0 | 3–2 | 5–0 |
| 2  | Bulgaria  | 10 | 6 | 2 | 2 | 19 | 10 | +9  | 14 | Giành quyền tham dự Giải vô địch bóng đá thế giới 1994 |     | 1–1 | —   | 2–0 | 4–1 | 2–0 | 2–2 |
| 3  | Pháp      | 10 | 6 | 1 | 3 | 17 | 10 | +7  | 13 |                                                        |     | 2–1 | 1–2 | —   | 2–0 | 2–1 | 2–3 |
| 4  | Áo        | 10 | 3 | 2 | 5 | 15 | 16 | −1  | 8  |                                                        | 1–1 | 3–1 | 0–1 | —   | 3–0 | 5–2 |     |
| 5  | Phần Lan  | 10 | 2 | 1 | 7 | 9  | 18 | −9  | 5  |                                                        | 0–1 | 0–3 | 0–2 | 3–1 | —   | 0–0 |     |
| 6  | Israel    | 10 | 1 | 3 | 6 | 10 | 27 | −17 | 5  |                                                        | 1–3 | 0–2 | 0–4 | 1–1 | 1–3 | —   |     |

### Kết quả
| Phần Lan | 0–3      | Bulgaria                          |
| -------- | -------- | --------------------------------- |
|          | Chi tiết | Balakov 62' · Kostadinov 73', 87' |

| Bulgaria                            | 2–0      | Pháp |
| ----------------------------------- | -------- | ---- |
| Stoichkov 21' (ph.đ.) · Balakov 29' | Chi tiết |      |

| Phần Lan | 0–1      | Thụy Điển            |
| -------- | -------- | -------------------- |
|          | Chi tiết | Ingesson 77' (ph.đ.) |

| Thụy Điển                   | 2–0      | Bulgaria |
| --------------------------- | -------- | -------- |
| Dahlin 56' · Pettersson 76' | Chi tiết |          |

| Pháp                   | 2–0      | Áo |
| ---------------------- | -------- | -- |
| Papin 3' · Cantona 77' | Chi tiết |    |

| Áo                                                        | 5–2      | Israel         |
| --------------------------------------------------------- | -------- | -------------- |
| Herzog 41', 46' · Polster 49' · Stöger 56' · A. Ogris 87' | Chi tiết | Zohar 53', 77' |

| Israel    | 1–3      | Thụy Điển                              |
| --------- | -------- | -------------------------------------- |
| Banin 42' | Chi tiết | Limpar 37' · Dahlin 58' · Ingesson 74' |

| Pháp                    | 2–1      | Phần Lan     |
| ----------------------- | -------- | ------------ |
| Papin 18' · Cantona 31' | Chi tiết | Järvinen 54' |

| Israel | 0–2      | Bulgaria                |
| ------ | -------- | ----------------------- |
|        | Chi tiết | Sirakov 56' · Penev 83' |

| Israel | 0–4      | Pháp                                     |
| ------ | -------- | ---------------------------------------- |
|        | Chi tiết | Cantona 28' · Blanc 62', 84' · Roche 89' |

| Áo | 0–1      | Pháp      |
| -- | -------- | --------- |
|    | Chi tiết | Papin 58' |

| Áo                                            | 3–1      | Bulgaria   |
| --------------------------------------------- | -------- | ---------- |
| Pfeifenberger 8' · Kuhbauer 25' · Polster 89' | Chi tiết | Ivanov 54' |

| Pháp                     | 2–1      | Thụy Điển  |
| ------------------------ | -------- | ---------- |
| Cantona 42' (ph.đ.), 81' | Chi tiết | Dahlin 14' |

| Bulgaria                           | 2–0      | Phần Lan |
| ---------------------------------- | -------- | -------- |
| Stoichkov 15' (ph.đ.) · Yankov 43' | Chi tiết |          |

| Bulgaria                            | 2–2      | Israel                        |
| ----------------------------------- | -------- | ----------------------------- |
| Stoichkov 35' (ph.đ.) · Sirakov 60' | Chi tiết | R. Harazi 52' · Rosenthal 53' |

| Phần Lan                                   | 3–1      | Áo         |
| ------------------------------------------ | -------- | ---------- |
| Paatelainen 17' · Rajamäki 20' · Hjelm 52' | Chi tiết | Zisser 89' |

| Thụy Điển       | 1–0      | Áo |
| --------------- | -------- | -- |
| J. Eriksson 50' | Chi tiết |    |

| Thụy Điển                                            | 5–0      | Israel |
| ---------------------------------------------------- | -------- | ------ |
| Brolin 17', 41', 65' · Zetterberg 55' · Landberg 89' | Chi tiết |        |

| Phần Lan | 0–0      | Israel |
| -------- | -------- | ------ |
|          | Chi tiết |        |

| Thụy Điển  | 1–1      | Pháp       |
| ---------- | -------- | ---------- |
| Dahlin 89' | Chi tiết | Sauzee 77' |

| Áo                                                    | 3–0      | Phần Lan |
| ----------------------------------------------------- | -------- | -------- |
| Kühbauer 26' · Pfeifenberger 41' · Herzog 89' (ph.đ.) | Chi tiết |          |

| Phần Lan | 0–2      | Pháp                          |
| -------- | -------- | ----------------------------- |
|          | Chi tiết | Blanc 47' · Papin 55' (ph.đ.) |

| Bulgaria              | 1–1      | Thụy Điển  |
| --------------------- | -------- | ---------- |
| Stoichkov 21' (ph.đ.) | Chi tiết | Dahlin 26' |

| Pháp                    | 2–3      | Israel                                   |
| ----------------------- | -------- | ---------------------------------------- |
| Sauzée 32' · Ginola 43' | Chi tiết | R. Harazi 21' · Berkovich 83' · Atar 90' |

| Bulgaria                                             | 4–1      | Áo         |
| ---------------------------------------------------- | -------- | ---------- |
| Penev 6', 67' · Stoichkov 33' (ph.đ.) · Letchkov 86' | Chi tiết | Herzog 51' |

| Thụy Điển                     | 3–2      | Phần Lan                    |
| ----------------------------- | -------- | --------------------------- |
| Dahlin 27', 46' · Larsson 40' | Chi tiết | Suominen 14' · Litmanen 60' |

| Israel       | 1–1      | Áo           |
| ------------ | -------- | ------------ |
| Rosenthal 3' | Chi tiết | Reinmayr 15' |

| Áo         | 1–1      | Thụy Điển |
| ---------- | -------- | --------- |
| Herzog 70' | Chi tiết | Mild 67'  |

| Israel        | 1–3      | Phần Lan                        |
| ------------- | -------- | ------------------------------- |
| R. Harazi 90' | Chi tiết | Hyryläinen 54', 85' · Hjelm 73' |

| Pháp        | 1–2      | Bulgaria            |
| ----------- | -------- | ------------------- |
| Cantona 31' | Chi tiết | Kostadinov 37', 90' |

## Cầu thủ ghi bàn
7 bàn
| - Martin Dahlin |

6 bàn
| - Éric Cantona |

5 bàn
| - Andreas Herzog - Hristo Stoichkov |

4 bàn
| - Emil Kostadinov - Jean-Pierre Papin |

3 bàn
| - Lyuboslav Penev - Laurent Blanc | - Ronen Harazi | - Tomas Brolin |

2 bàn
| - Dietmar Kühbauer - Heimo Pfeifenberger - Anton Polster - Krasimir Balakov | - Nasko Sirakov - Ari Hjelm - Aki Hyryläinen - Franck Sauzée | - Ronny Rosenthal - Itzik Zohar - Klas Ingesson |

1 bàn
| - Andreas Ogris - Hannes Reinmayr - Peter Stöger - Michael Zisser - Trifon Ivanov - Yordan Lechkov - Zlatko Yankov - Petri Järvinen | - Jari Litmanen - Mika-Matti Paatelainen - Marko Rajamäki - Kim Suominen - David Ginola - Alain Roche - Reuven Atar - Tal Banin | - Eyal Berkovic - Jan Eriksson - Stefan Landberg - Henrik Larsson - Anders Limpar - Håkan Mild - Stefan Pettersson - Pär Zetterberg |